# 松尾まつお
松尾 まつお（まつお まつお、1963年6月19日 - ）は、日本の男性声優、ナレーター。大沢事務所所属。東京都出身。

## 人物
旧芸名・本名は松尾 貴司（まつお たかし）。
かつては劇団21世紀FOXに所属していた。

## 出演

### テレビアニメ
1986年
- あんみつ姫（キンツバ、木戸番、ウラサワくん、ピロシキスキー、サンチェ、彦星、イタチ小僧）

1987年
- のらくろクン（黒服の男、男A、主人、男C、先生、セールスマン、新江戸川くん、フランケン、ガラマゴス 他）
- 陽あたり良好!（服部、医者、生徒A、ディレクター、部員A）

1988年
- おそ松くん（第2作）（患者）
- 鉄拳チンミ（ジーン）

1989年
- 昆虫物語 みなしごハッチ（1989年 - 1990年、スズメバチ兵士(2)、トンボ、オジサン虫、農民(A)、コガネムシ 他）
- ダッシュ!四駆郎（藤田、大門、男の子）
- らんま1/2（ガンマン、教師、先生3、農夫）

1990年
- ジャングル大帝（新）（森の動物）
- 楽しいムーミン一家

1992年
- あしたへフリーキック（アナウンサー）
- クッキングパパ（大男）
- 花の魔法使いマリーベル（漁師B）
- ファンタジーアドベンチャー 長靴をはいた猫の冒険
- 炎の闘球児 ドッジ弾平
- 幽☆遊☆白書（1992年 - 1994年、オニB 他）

1994年
- ジャングルの王者ターちゃん♡（魯、大臣、ライズ、研究員）
- 覇王大系リューナイト（ヘルリート）

1995年
- 鬼神童子ZENKI（選挙運動員、男子生徒）
- 恐竜冒険記ジュラトリッパー（銀のトゲ）
- ストリートファイターII V（軍人、キクン、ゾルター 他）
- ビット・ザ・キューピッド（ルシファー、シバ神）
- ルパン三世 ハリマオの財宝を追え!!

1996年
- エルフを狩るモノたち（1996年 - 1997年、オーガ、僧侶、サタンサンタ、町長） - 2シリーズ
- ゲゲゲの鬼太郎（第4作）（ダイバーC）
- それいけ!アンパンマン（ナシくん）
- 天空のエスカフローネ（内務大臣）
- B'T-X（キャプテン・フック）
- YAT安心!宇宙旅行（男）

1997年
- 超特急ヒカリアン（1997年 - 2000年、スター21〈2代目〉）

1998年
- serial experiments lain（口）
- DTエイトロン（ガフ隊員D）
- デビルマンレディー（客A、警官、監視自衛隊員）
- 魔術士オーフェン（親父、マスター）
- 名探偵コナン（1998年 - 2015年、有田義彦、国吉文太、支店長、上林長作）

1999年
- KAIKANフレーズ（岡田プロデューサー）
- GREGORY HORROR SHOW（ハニワサラリーマン、干からびた死体）
- GTO（社員）
- セラフィムコール（強盗B）
- Bビーダマン爆外伝V（せんちょうボン）

2000年
- ゲートキーパーズ（かおるの父）
- NieA_7（漫才師、役人）

2001年
- 犬夜叉（侍）
- ジーンシャフト（元老院・カミングス）
- HELLSING（宿主吸血鬼）

2002年
- 超重神グラヴィオン（高官C、パイロットB）
- 炎の蜃気楼（医者）

2003年
- R.O.D -THE TV-（リチャード）
- カスミン（コック）
- 君が望む永遠（医師）
- TEXHNOLYZE（ボン引き）
- フルメタル・パニック? ふもっふ（龍神会D）

2004年
- かいけつゾロリ（サンタポリス）
- 北へ。〜Diamond Dust Drops〜（二谷俊明）
- 攻殻機動隊 S.A.C. 2nd GIG（マザー）
- のってけエクスプレッツ（ピレーネ）
- 光と水のダフネ（おっさん）

2005年
- 戦国英雄伝説 新釈 眞田十勇士 The Animation（島津侍従豊久）

2006年
- ARIA The NATURAL（人形使い）
- ルパン三世 セブンデイズ・ラプソディ（僧侶）

2007年
- 銀魂（松尾）
- GR-GIANT ROBO-（エグゼクター1、機関長、佐藤博）
- 魔人探偵脳噛ネウロ（アナウンサー）

2008年
- TYTANIA -タイタニア-（副官）

2015年
- Charlotte（そこばんナレーション）

### 劇場アニメ
- らんま1/2 決戦桃幻郷! 花嫁を奪りもどせ!!（門番A）
- 銀河英雄伝説 新たなる戦いの序曲（1993年、フォーゲル、マガディ）
- とつぜん!ネコの国 バニパルウィット（1998年、レムラム）
- 逮捕しちゃうぞ the MOVIE（1999年）
- あした元気にな〜れ! 半分のさつまいも（2005年、男）

### OVA
- リヨン伝説フレア（1986年、グローデ）
- 新カラテ地獄変（1990年、弟子A）
- 緑野原迷宮（1990年）
- EXPER ZENON（1991年、生徒）
- 創竜伝（1992年 - 1993年）
- 爆炎CAMPUSガードレス（1993年）
- 覇王大系リューナイト アデュー・レジェンド（1994年、店の親父）
- 宝魔ハンターライム（1996年、強盗A）
- エコエコアザラク（2007年、主人、男子生徒）

### Webアニメ
- ケンガンアシュラ（2019年、高田清助）

### ゲーム
- エルフを狩るモノたち -完全版-（1997年、フードの男、オーガB、僧侶）
- serial experiments lain（1998年）
- ぽっぷんぽっぷ（PlayStation版以降）（1998年、ボブ、ジム、暗黒大魔王）
- 麻雀やろうぜ!2（2000年、宿命田草太、カッパのマスター）
- ラクガキ王国（2002年、キヴァ）
- ANUBIS ZONE OF THE ENDERS（2003年、ストーム中隊隊長）
- 朧村正（2009年、八十八）
- THE KING OF FIGHTERS XII（2009年、鎮元斎）
- HOSPITAL. 6人の医師（2010年、ヒロ・ミズノ）

### ドラマCD
- アルスラーン戦記 王都炎上（カーラン）
- ときめきメモリアル 虹色の青春 forever vol.4（1998年、生徒A）
- ときめきメモリアル 虹色の青春 forever vol.5（1998年、サッカー部員）

### 特撮
- 超星神シリーズ
  - 超星神グランセイザー（2003年、ビズル星人の声）
  - 幻星神ジャスティライザー（2004年、サイバーナイト・ラジメウスの声、レジェンダー・ヴァルガンの声）
  - 超星艦隊セイザーX（2005年、ガダル星人の声）
- 宇宙戦隊キュウレンジャー（2017年、デスゴンの声）

### 吹き替え

#### ドラマ
- 恐竜家族

#### アニメ
- シルベスター&トゥイーティー ミステリー

### テレビ番組
- 新すぃ日本語
- ゲームEX
- 所萬遊記（ナレーター）
- 宝島の地図
- タラッタ
- Foot!（スタジオ陰の声「松尾にゃろめ」）
- 妄想ビーム

### ボイスオーバー
- NFLウィークリー
- 奇跡体験!アンビリバボー
- 人生が変わる1分間の深イイ話
- FIFAフットボール・ムンディアル

### その他コンテンツ
- ロマントピア藤原京'95 カプコンパビリオン ストリートファイターII〜よみがえる藤原京〜（男）